# Mister Minas Gerais 2015
Mister Minas Gerais 2015 foi a 14ª edição do tradicional concurso de beleza masculino de Mister Minas Gerais que seleciona o melhor mineiro para que este leve a sua cultura e a sua beleza em busca do título nacional de Mister Brasil. O evento foi realizado na DecorFest, localizado na cidade de Patos de Minas entre os dias 17 a 20 de Setembro, sob a coordenação de Braz Alves. Participam no total, 48 candidatos representando cidades do interior. O vencedor do ano passado, Matheus Martins, passou a faixa ao seu sucessor no final do certame. 

## Resultados

### Colocações
- Abaixo as posições dos finalistas do concurso: [2] [3]

| Colocação               | Município e Candidato |
| Mister Minas Gerais     | - Rio Novo - Kaio Juliani |
| 2º. Lugar               | - Rio Acima - Henrique Santos |
| 3º. Lugar               | - Araguari - Matheus Queiroz |
| 4º. Lugar               | - Patos de Minas - Paulo Fernandes |
| 5º. Lugar               | - Vespasiano - Max Rogers |
| (TOP 10) Semifinalistas | - Belo Horizonte - DeJota Miranda - Cataguases - Ítalo Gomes - Igarapé - Lucas Oliveira - Jaboticatubas - Felipe Lourenço - Juiz de Fora - Rodrigo Brigatto |
| (TOP 20) Semifinalistas | - Barbacena - Augusto Paes - Brumadinho - Humberto Laureano - Igaratinga - Rafael Rezende - Muriaé - Bernardo Filaretti - Nova Lima - Thiago Sá - Pará de Minas - Vinícius Oliveira - Pedro Leopoldo - Pablo Diniz - São J. Nepomuceno - Guilherme Soares - Sarzedo - Phillipe Araújo - Tiradentes - Saulo Moura |

## Etapas Classificatórias

### Popularidade
O mais votado no portal de notícias do UOL. 
| Colocação | Município e Candidato                   |
| 1         | - Rio Novo - Kaio Juliani (27%)         |
| 2         | - Ibirité - Rafael Luiz (19%)           |
| 3         | - Juiz de Fora - Rodrigo Brigatto (14%) |

## Candidatos
Todos os aspirantes ao título deste ano: 
| - Araguari - Matheus Queiroz - Arcos - Maxwell Oliveira - Barbacena - Augusto Paes - Belo Horizonte - DeJota Miranda - Betim - Douglas de Jesus - Bom Jardim de Minas - Wagner Lees - Brumadinho - Humberto Laureano - Caeté - Tiago Henrique - Carandaí - Vitor Sant'Ana - Cataguases - Ítalo Gomes - Conselheiro Lafaiete - Bruno Cancella - Conselheiro Pena - Wellberth Souza - Contagem - Guilherme Pachêco - Diamantina - Warley Nunes - Divinópolis - Filipe Pinheiro - Guarará - Marcelo Gabrich - Ibirité - Rafael Luiz - Igarapé - Lucca Oliveira - Igaratinga - Rafael Rezende - Indianópolis - Lucas Santos - Ipatinga - Gustavo Coimbra - Itaúna - Brenner Souza - Jaboticatubas - Filipe Lourenço - Juiz de Fora - Rodrigo Brigatto | - Lagoa Dourada - Hélio Oliveira - Lagoa Formosa - Diogo Paulo - Mantena - Júlio Cezar - Muriaé - Bernardo Filaretti - Nova Lima - Thiago Sá - Nova Serrana - Jonathan Assunção - Nova União - Cleverson Fontinatte - Ouro Branco - Bruno Fontana - Pará de Minas - Vinícius Oliveira - Passos - Rafael Brasil - Patos de Minas - Paulo Fernandes - Pedro Leopoldo - Pablo Diniz - Raposos - Johnny Ribeiro - Rio Acima - Filipe Santos - Rio Novo - Kaio Juliani - Sabará - Lucas Rossi - Sarzedo - Phillipe Araújo - São João Nepomuceno - Guilherme Soares - Tiradentes - Saulo Moura - Uberaba - Otávio Freitas - Uberlândia - Jhonathan Ferreira - Vespasiano - Max Rogers - Viçosa - Renan Prado - Visconde de Rio Branco - Cássio Ferraz |